# مسجد سليم الأول
جامع ياوز سليم (بالتركية: Yavuz Selim Camii) أو مسجد سليم الأول، هو مسجد تركي عثماني يوجد على قمة هضبة في الشق الأوروبي من مدينة إسطنبول، ويطل على خليج القرن الذهبي، ولحجمه وموقعه الجغرافي المميز فإنه يعد من المعالم الرئيسة لمدينة إسطنبول .

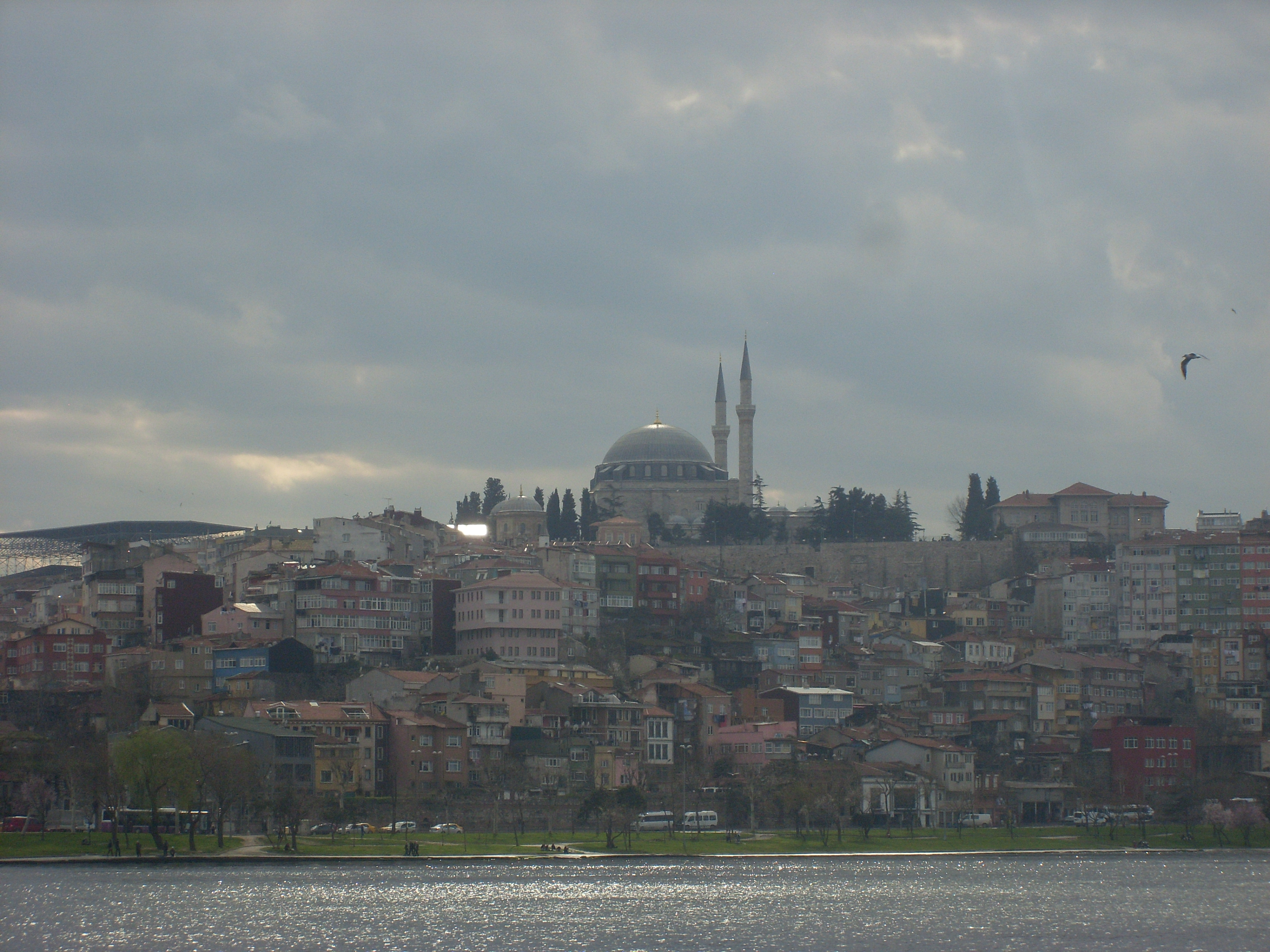
مسجد سليم الأول على قمة هضبة في مدينة إسطنبول التركية، ويطل على القرن الذهبي.

## التاريخ
مسجد سليم الأول هو ثاني أقدم مسجد عثماني ملكي في إسطنبول، وقد بني هذا المسجد بأمر من السلطان سليمان القانوني إحياءً لذكرى والده السلطان سليم الأول الذي توفي عام 1520. اكتمل بناء المسجد عام 1527، ويعتقد أن المعماري الشهير سنان آغا (معمار سنان) قد شارك في بنائه، ولكن لا يوجد دليل نصي على صحة ذلك، فهذا المسجد قديم جدا، ولكن من المؤكد أن أحد المقامات الموجودة خارج المسجد من بناء سنان آغا.

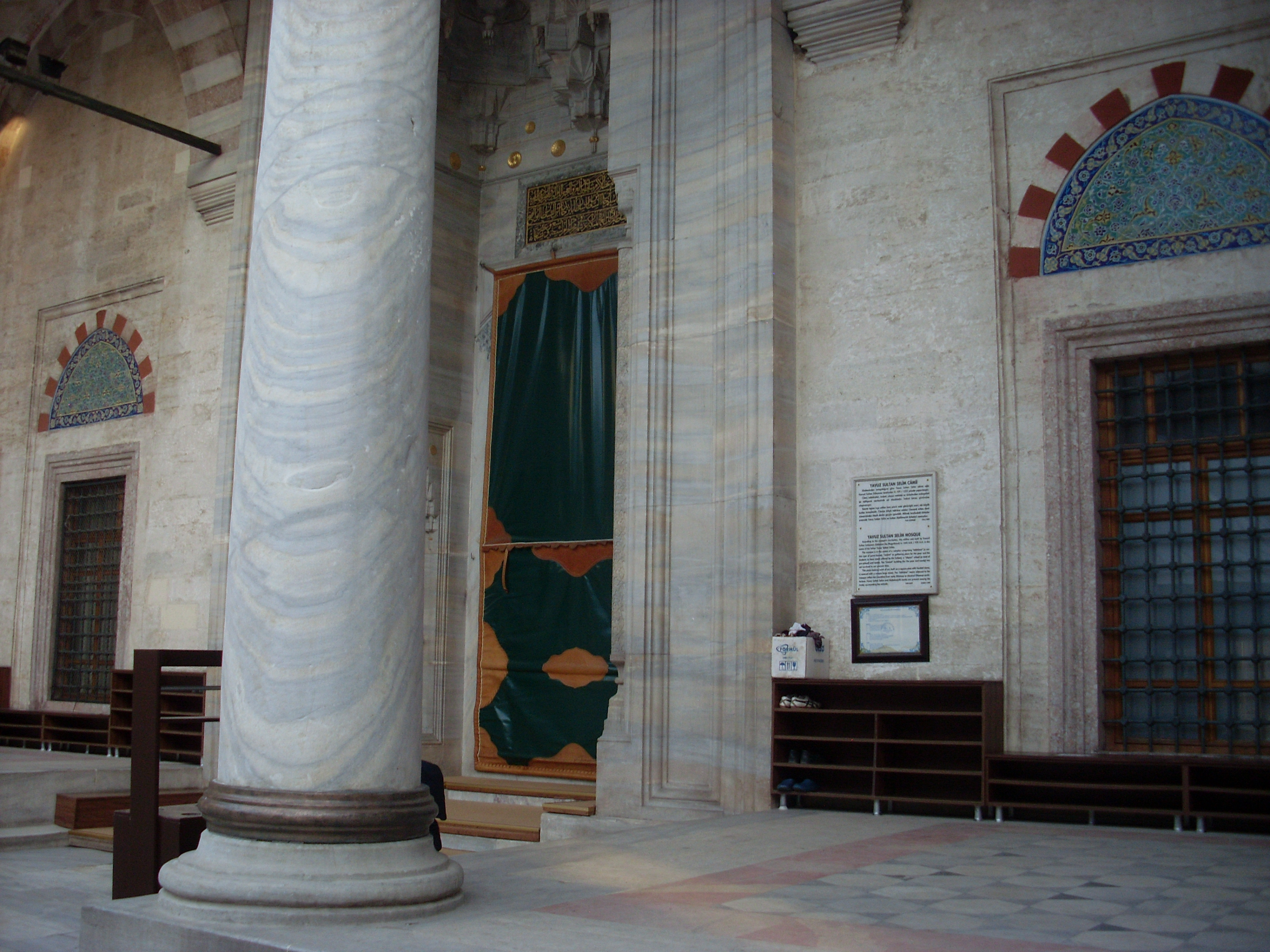
باب المدخل الرئيس لجامع السلطان سليم الأول.

## العمارة

### خارجياً
بُني مسجد سليم الأول في مكان يكون فيه مطلاً على أكبر الخزّانات الرومانية القديمة في المدينة. الساحة الأمامية للمسجد مرصوفة بأعمدة مبنية من عدة أنواع من الرخام و الجرانيت، كما يحيط بالمسجد مئذنتان.

### داخلياً
المخطط الداخلي للمسجد يتكون من غرفة مربعة الشكل بسيطة التركيب، طول الجانب الواحد منها يبلغ 24.5 متر، وهذه الغرفة مغطاة بقبة يبلغ ارتفاعها 32.5 متر. وكما هو الحال في مسجد آيا صوفيا، فإن القبة ليست كروية بالكامل، وإنما هي شبه مسطحة، أما نوافذ المسجد فهي مزينة بالآجر أو الخزف. ويوجد في شمال الغرفة الرئيسة وجنوبها ممرات مسقوفة بالقباب توصل إلى أربع غرف مسقوفة بالقباب أيضا، والتي كانت تستخدم نزلاً للدراويش المسافرين.

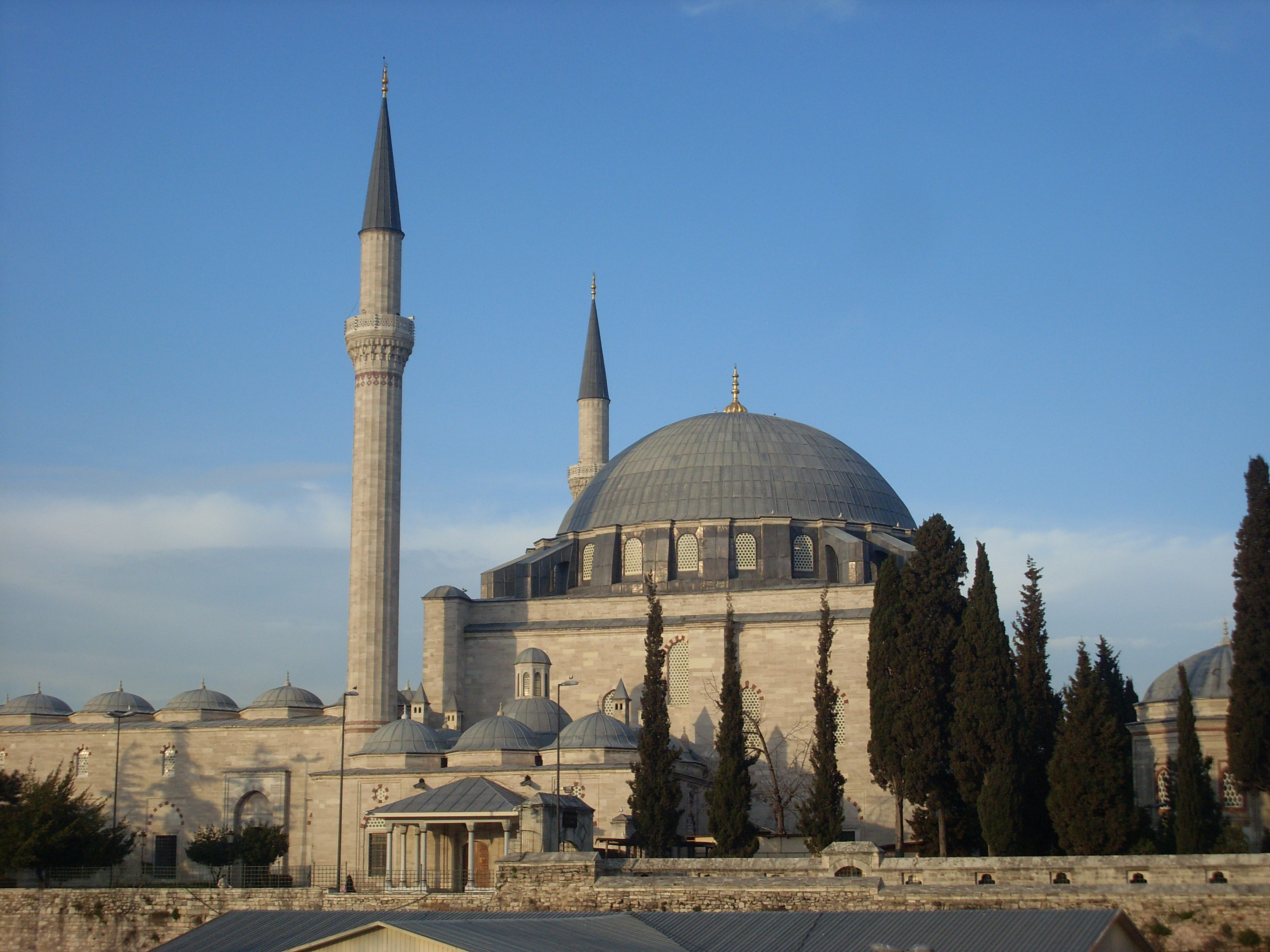
جامع السلطان ياووز سليم.

## المقامات والأضرحة
خلف مسجد سليم الأول توجد حديقة فيها مقام السلطان سليم الأول، وتطل هذه الحديقة على منطقة القرن الذهبي في إسطنبول. البناء من الخارج مثمّن الشكل، أي ذو ثمانية أضلاع وزوايا، وله شرفة فريدة من نوعها مبنية من ألواح الآجر.
هناك مقام آخر مثمّن الشكل أيضا، نحتت عليه كتابات طويلة من الخارج، فيه قبور أربعة من أبناء السلطان سليمان القانوني، وقد بني هذا المقام في عام 1556م ويُنسب إلى المعماري سنان آغا. أما المقام الثالث ففيه قبر السلطان عبد المجيد الأول، وقد بني قبل وفاته بقليل عام 1861م.

## معرض الصور
- احدى مئذنتي جامع السلطان ياووز سليم.
- كتابة علي مدخل  جامع السلطان ياووز سليم.
- نافورة الوضوء بجامع السلطان ياووز سليم.
- باب المدخل الجانبي لجامع السلطان ياووز سليم.
- باب المدخل إلى مقابر السلطان سليم الأول, عائشة حفصة سلطان (زوجة سليم الأول) والسلطان عبد المجيد الأول.